# Trevor Donald Brewer
Trevor Donald Brewer (* 10. Februar 1989 in Mentor, Ohio) ist ein US-amerikanischer Soldat.

## Werdegang
Brewer besuchte von 2002 bis 2006 in Ohio die Mentor High School und zog nach seinem Highschool-Abschluss mit seinen Eltern nach Gray, Tennessee. Er ist Staff Sergeant bei der US Air Force. Bei dem Mordanschlag auf US-Streitkräfte am Frankfurter Flughafen, bei dem am 2. März 2011 zwei US-Soldaten erschossen und zwei weitere schwer verletzt wurden, saß Brewer in dem gestürmten Bus. Er war auch Ziel des Attentäters, überlebte aber, weil dessen Waffe blockierte. Er verfolgte gemeinsam mit dem Flughafenangestellten Lamar Joseph Conner den fliehenden Attentäter Arid Uka bis zu dessen Festnahme.

## Ehrungen
„Für seinen beispiellosen Mut und sein vorbildliches Verhalten, mit dem er zur Festnahme des Attentäters durch die Bundespolizei maßgeblich beitrug“ wurde Brewer im Januar 2012 mit dem Verdienstkreuz am Bande der Bundesrepublik Deutschland ausgezeichnet.